# یون یونگ-هوی
یون یونگ-هوی (انگلیسی: Yun Yong-hui؛ زادهٔ ۱۸ مارس ۱۹۷۷) بازیکن فوتبال زن اهل کره شمالی بود.
وی همچنین در تیم ملی فوتبال زنان کره شمالی بازی کرده است.